# أوليكسي كيكيريشكو
أوليكسي كيكيريشكو (بالأوكرانية: Кікірешко Олексій Вікторович) مواليد 20 فبراير 1977، هو سائق راليات أوكراني بدأ مسيرته في سنة 2011. كان أول رالي له هو رالي السويد 2011. تنافس في بطولة العالم للراليات.

## روابط خارجية
- أوليكسي كيكيريشكو على موقع اتحاد أوكرانيا (الإنجليزية)
- أوليكسي كيكيريشكو على موقع قاعدة بيانات كرة القدم.إي يو (الإنجليزية)
- أوليكسي كيكيريشكو على موقع Soccerway.com (الإنجليزية)
- أوليكسي كيكيريشكو على موقع eWRC-results.com (الإنجليزية)